# María Isabel

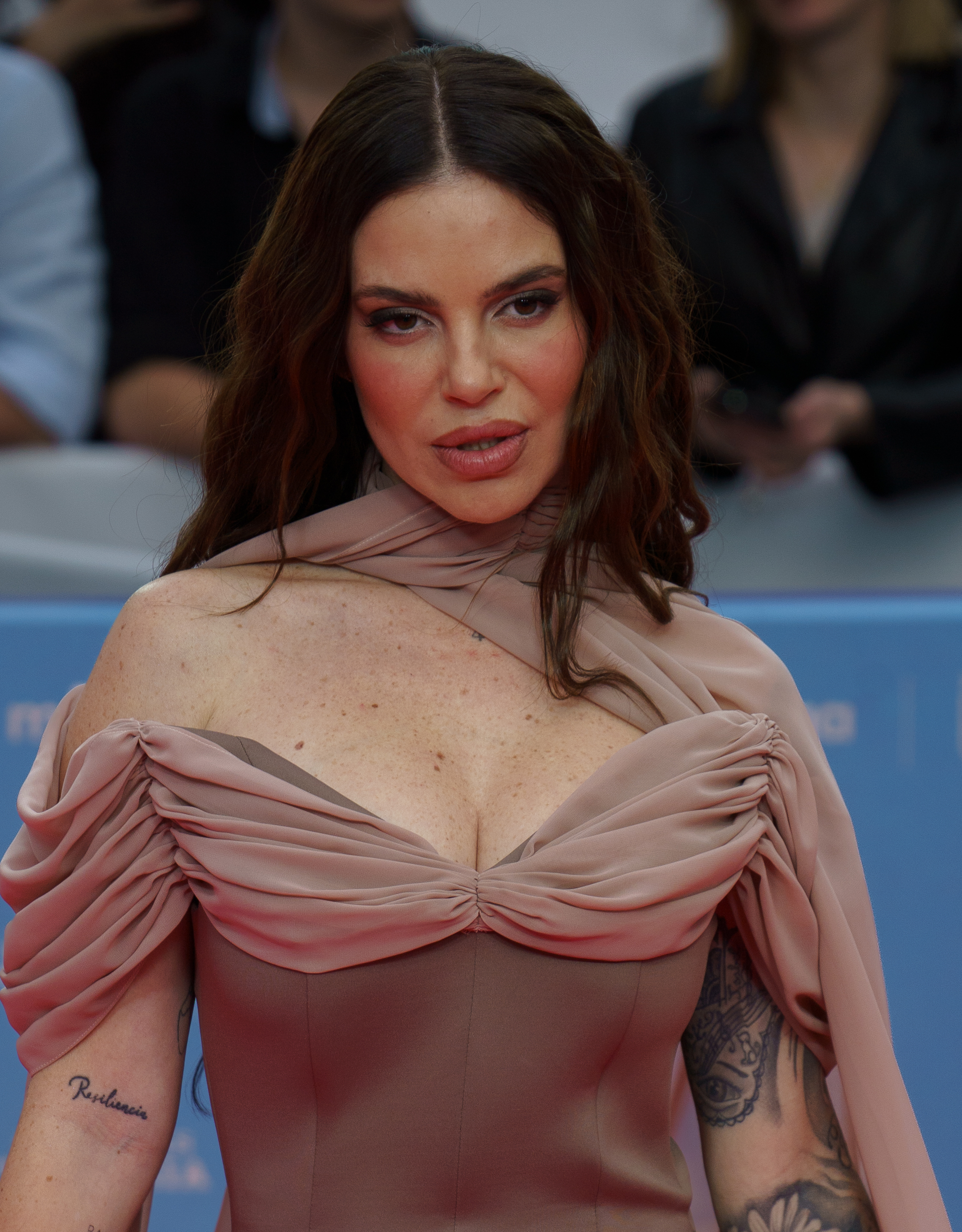
María Isabel (2025)

María Isabel López Rodríguez (* 4. Januar 1995 in Ayamonte) ist eine spanische Sängerin und Gewinnerin des Junior Eurovision Song Contest 2004.

## Leben
2004 nahm sie mit dem Song Antes Muerta que Sencilla (dt. Lieber tot als gewöhnlich) an der nationalen Ausschreibung teil, setzte sich gegen ihre Mitbewerber durch und vertrat Spanien beim Junior Eurovision Song Contest. Dort erreichte sie mit 171 Punkten klar den ersten Platz vor Großbritannien und erzielte hiermit die höchste Punktzahl bei dem Wettbewerb, bis der Rekord 2015 von Destiny Chukunyere gebrochen wurde. Das Lied stieg daraufhin in vielen Ländern in die Charts ein, u. a. auch in Deutschland, den Vereinigten Staaten und Lateinamerika. Ihr erstes Studioalbum No Me Toques Las Palmas Que Me Conozco erreichte Platz 1 der spanischen Album-Charts und war mit 500.000 verkauften Exemplaren ein großer Erfolg. Nach der Veröffentlichung des Albums ging sie in den USA und Lateinamerika auf Tournee.
Ihr zweites Album, Número 2, veröffentlichte Isabel Ende 2005. Das Album kletterte bis auf Platz 7, konnte allerdings nicht mehr ganz an die Erfolge der Vorgängerplatte anknüpfen. So auch ihr drittes Album, Capricornio, das Ende 2006 erschien und ebenfalls Platz 7 erreichte. Im November 2007 erschien ihr viertes Album Ángeles S.A. Es kam bis auf Platz 7 der spanischen Album-Charts, war allerdings mit 180.000 verkauften Platten das absatzschwächste Album.
2009 und 2010 moderierte sie die Kindersendung Los Lunnis im spanischen Fernsehen und brachte im November 2009 das Album Los Lunnis con María Isabel heraus, das die Lieder der Sendung sowie zwei bislang unveröffentlichte Lieder enthielt.
Für einige Jahre unterbrach María Isabel ihre Musikkarriere, um ihre Ausbildung abzuschließen. 2015 brachte sie ein neues Album, Yo Decido, heraus. Mit einer Single des Albums, La vida sólo es una, nahm sie 2016 am spanischen Vorentscheid für den Eurovision Song Contest 2016 in Stockholm, Objetivo Eurovisión, teil und belegte den vierten Platz mit 68 Punkten.
Am 5. Juli 2019 brachte María Isabel ihre Single Tu Mirada heraus, es folgten die Singles Flamenkita und Esa Carita.
2021 gab sie ihren Rückzug aus der Musikbranche bekannt.
María Isabel ist mit Jesús Marchena liiert, mit dem sie eine Tochter namens Daliana (* 2023) hat.

## Diskografie

### Studioalben
| Jahr | Titel                                    | Höchstplatzierung, Gesamtwochen, AuszeichnungChartsChartplatzierungen (Jahr, Titel, Platzierungen, Wochen, Auszeichnungen, Anmerkungen) | Anmerkungen                             |
| Jahr | Titel                                    | ES | Anmerkungen                             |
| ---- | ---------------------------------------- | --- | --------------------------------------- |
| 2004 | ¡No me toques Las Palmas que me conozco! | ES1 ×4Vierfachplatin · (41 Wo.)ES | Erstveröffentlichung: 1. Januar 2004    |
| 2005 | Número 2                                 | ES7 Platin · (24 Wo.)ES | Erstveröffentlichung: 4. Oktober 2005   |
| 2006 | Capricornio                              | ES11 Gold · (20 Wo.)ES | Erstveröffentlichung: 20. November 2005 |
| 2007 | Angeles S.A.                             | ES7 Platin · (17 Wo.)ES | Erstveröffentlichung: 27. November 2007 |

grau schraffiert: keine Chartdaten aus diesem Jahr verfügbar
Weitere Studioalben 
- 2009: Grandes éxitos y nuevas canciones (mit Los Lunnis)
- 2015: Yo Decido

### Singles
| Jahr | Titel Album                                                        | Höchstplatzierung, Gesamtwochen, AuszeichnungChartplatzierungen (Jahr, Titel, Album, Platzierungen, Wochen, Auszeichnungen, Anmerkungen) | Höchstplatzierung, Gesamtwochen, AuszeichnungChartplatzierungen (Jahr, Titel, Album, Platzierungen, Wochen, Auszeichnungen, Anmerkungen) | Anmerkungen |
| Jahr | Titel Album                                                        | DE | CH | Anmerkungen |
| ---- | ------------------------------------------------------------------ | --- | --- | ----------- |
| 2004 | Antes muerta que sencilla ¡No me toques Las Palmas que me conozco! | DE89 (1 Wo.)DE | CH18 (13 Wo.)CH |             |

#### Weitere Singles
- 2004: ¡No Me Toques Las Palmas Que Me Conozco!
- 2004: La vida es bella
- 2005: Pues va a ser que no
- 2006: En mi jardín (Hope Has Wings)
- 2006: Quién da la vez
- 2006: De qué vas
- 2007: Cometas de cristal
- 2007: Cuando no estás
- 2009: Cosquillitas
- 2015: La Vida Sólo Es Una
- 2019: Tu mirada
- 2019: Flamenkita
- 2020: Esa Carita mit Juan Magán